# 金甲战士
金甲战士是中華人民共和國出品的科学幻想剧集。故事叙述在未来的某一天，一艘载有外星生物优玛的飞船在地球迫降，地球方面组织了优玛特救队和由队长变身成为的“金甲战士”一并展开了与星际海盗阿尔法斯特军团争抢优玛的战斗。

## 争议
金甲战士的人物造型极像奥特曼，网友调侃为：国产雷神，出品方对此否认，指出造型上有一定区别。